# Олеу (Сан-Паулу)
Олеу (порт. Óleo) — муниципалитет в Бразилии, входит в штат Сан-Паулу. Составная часть мезорегиона Ассис. Входит в экономико-статистический микрорегион Ориньюс. Население составляет 3137 человек на 2006 год. Занимает площадь 197,974 км². Плотность населения — 15,8 чел./км².
Праздник города — 7 апреля.

## История
Город основан в 1917 году.

## Статистика
- Валовой внутренний продукт на 2003 составляет 26.204.769,00 реалов (данные: Бразильский институт географии и статистики).
- Валовой внутренний продукт на душу населения на 2003 составляет 8.532,98 реалов (данные: Бразильский институт географии и статистики).
- Индекс развития человеческого потенциала на 2000 составляет 0,761 (данные: Программа развития ООН).

## География
Климат местности: субтропический. В соответствии с классификацией Кёппена, климат относится к категории Cfb.

## Галерея

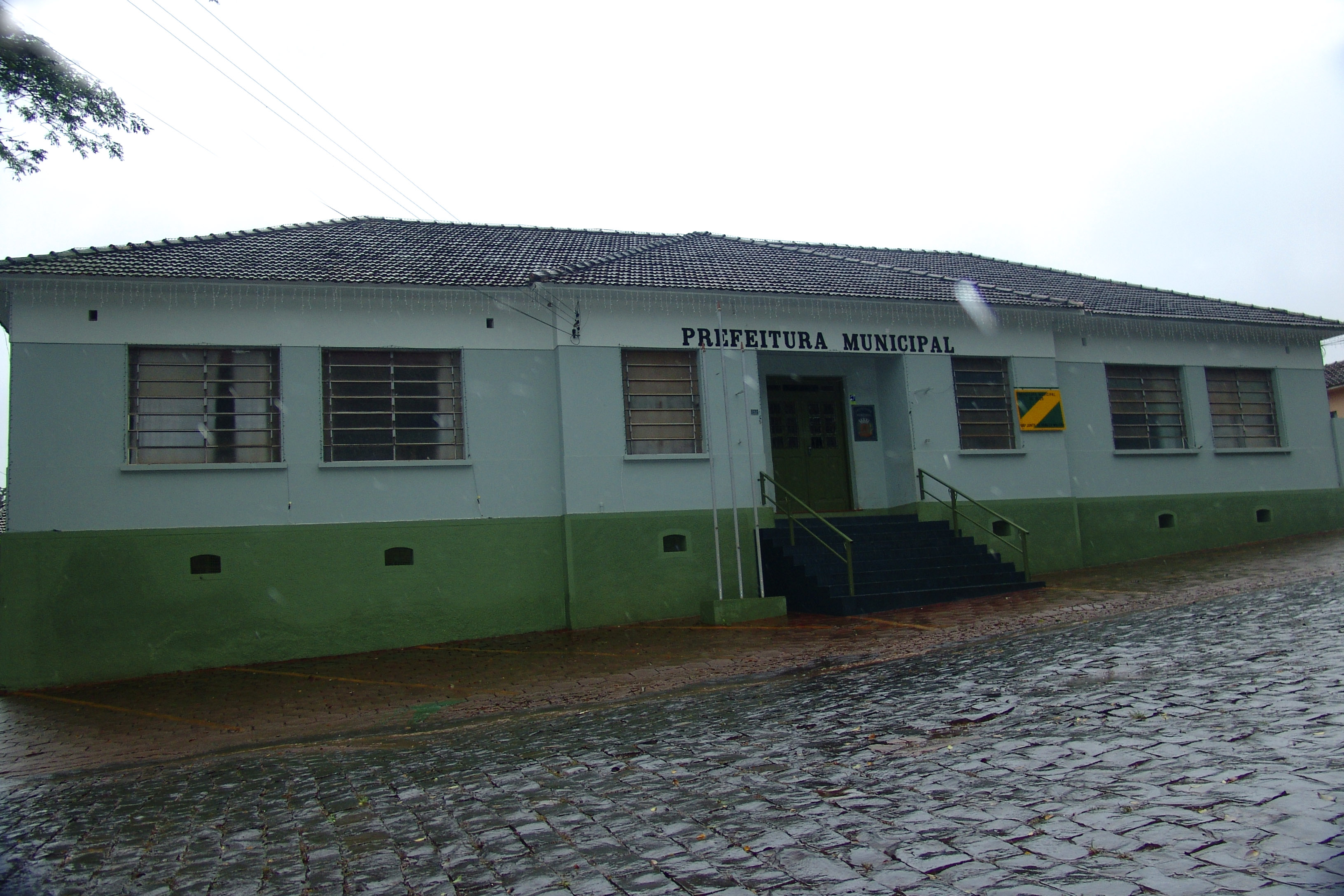
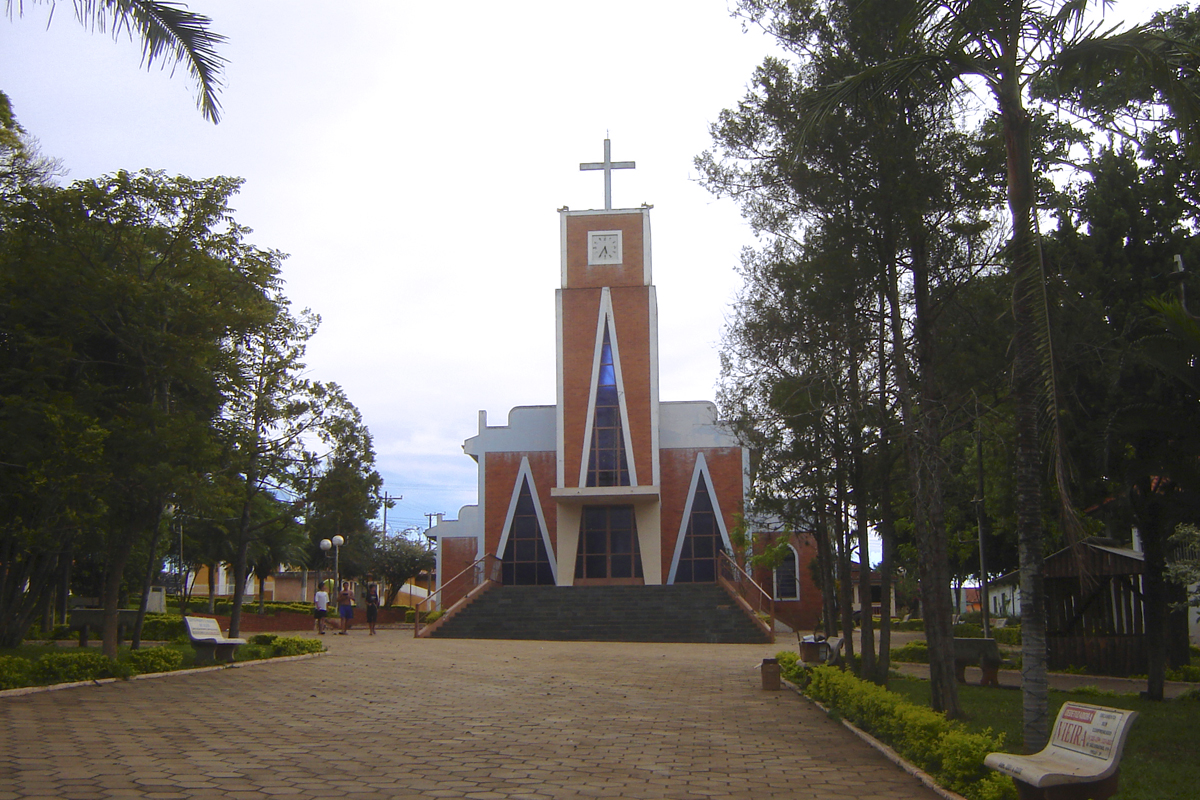
Собор
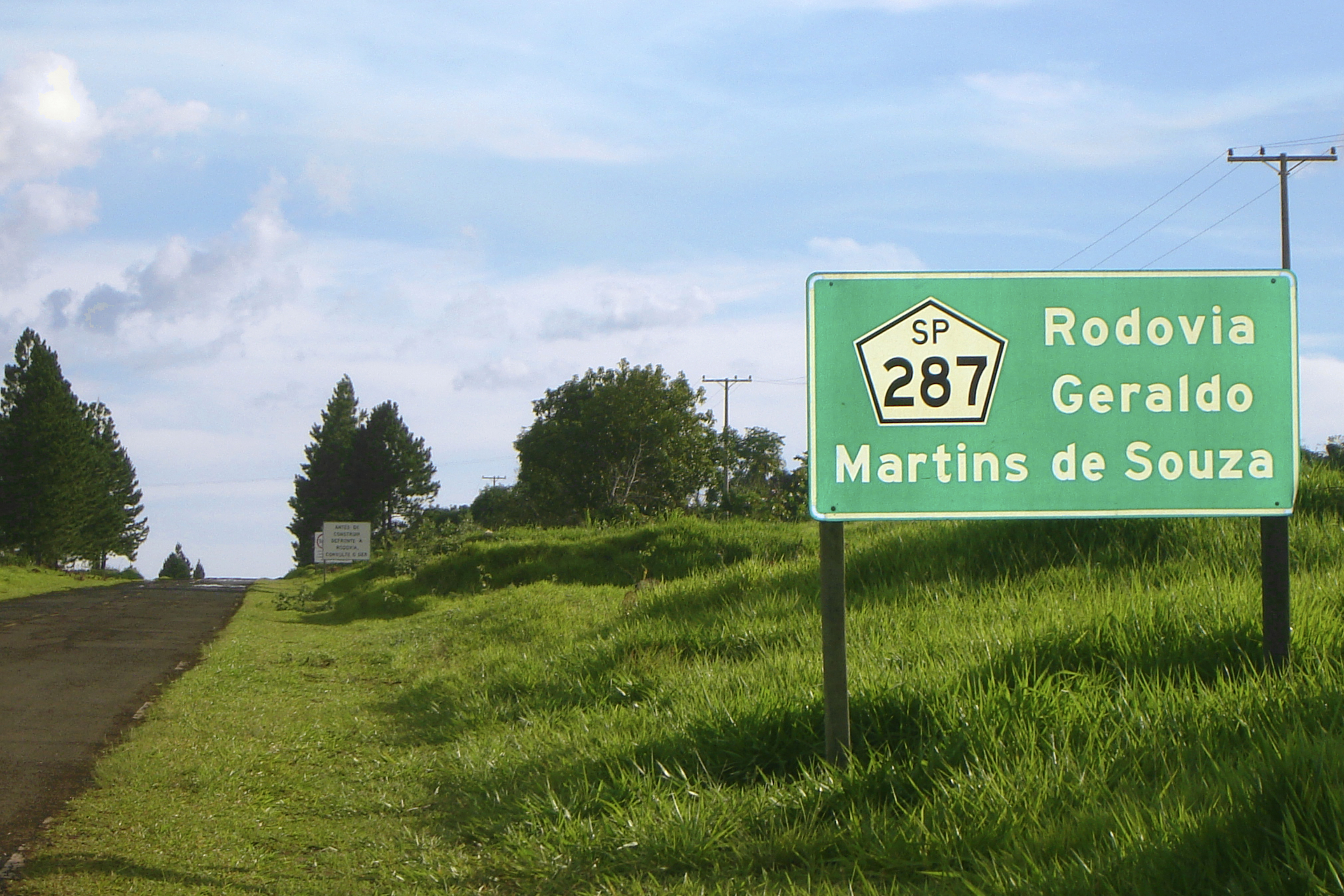